# Orden de Parasat
La Orden de Parasat (en kazajo: Парасат ордені), también conocida como Orden de la Nobleza, es una condecoración civil estatal otorgada por la República de Kazajistán, establecida por la Ley del 1 de abril de 1993 N.º 2069-XII «Sobre los premios estatales de la República de Kazajistán». La orden no tiene grados ni clases.

## Descripción
La Orden de Parasat se otorga a figuras destacadas de la ciencia y la cultura, la literatura y el arte, así como a ciudadanos que hayan hecho una gran contribución al desarrollo y expansión del potencial espiritual e intelectual de la república o por su activa participación en la protección de los derechos humanos, y sus intereses sociales.
La insignia de la orden es circular y está realizada en plata dorada mediante el método de estampado de una sola pieza.
La insignia representa una estrella de ocho puntas, los extremos están formados por tres rayos diédricos, el del medio es un poco más grande que los demás, entre los extremos de la estrella hay un pequeño rayo diédrico. El medallón central tiene la forma de un patrón geométrico: en el centro hay un rombo rectangular, de cuyos bordes parten dos rayos diédricos, y de las esquinas del rombo hay figuras diédricas triangulares. El medallón está rodeado por una cenefa de esmalte verde con la inscripción en círculo en la parte inferior: «PARASAT» y tres diamantes en círculo en la parte superior. El borde está rodeado por pares de rayos triangulares dirigidos hacia los extremos de la estrella.
La medalla está conectada con un ojal y un anillo a un bloque rectangular cubierto con una cinta de muaré de seda de color azul con tres franja amarillas en el centro, la del medio es el doble de ancha que las de los extremos. En el extremo inferior de la cinta hay un elemento intrincado con la forma de un adorno kazajo